# Svantjärnen (Alfta socken, Hälsingland)
Svantjärnen är en sjö i Ovanåkers kommun i Hälsingland och ingår i Testeboåns huvudavrinningsområde.